# El III camino
El III camino o La Tercera vía es un pequeño partido político de extrema derecha alemán, que reivindica en sus ideologías el nacionalsocialismo y el strasserismo. Su lema es "Nacional, Revolucionario y Socialista".
Tiene conexiones con el gobierno de Bashar al-Assad en Siria, con Hezbolá en Líbano, CasaPound en Italia, Pravy Sektor en Ucrania y el Movimiento de Resistencia Nórdico en los Países nórdicos. Fue prohibido en julio de 2014 con la participación significativa de exfuncionarios y activistas del NPD.
Se formó a partir de una escisión del NPD y por la disolución de otro grupo llamado "Red Libre del Sur" y está activo especialmente en el sur y el este de Alemania. Este intento de continuar el FNS bajo la protección que otorga un partido fue una estrategia para no caer en la clandestinidad. El partido es particularmente activo en el sur y el este de Alemania.

## Historia
El partido fue fundado el 28 de septiembre de 2013 en Heidelberg. Para su primer presidente se escogió al exfuncionario del NPD Klaus Armstroff.
El partido cuenta con una militancia relativamente pequeña pero muy activa compuesta por nacionalistas radicales que también eran activos en un antiguo grupo neonazi ilegalizado llamado "Red Libre del Sur" (el cual también contribuyó a la formación del partido).
Por ahora, el partido no demuestra un fuerte crecimiento en sus miembros y los que ya lo son se ven a sí mismos como una "élite neonazi consciente que no está buscando crecimiento".
En las elecciones federales de 2021 presentó listas en Baviera y Sajonia, obteniendo 7.832 votos (0,0%)

## Estructura
Su cantidad de miembros es de 500 personas, tiene células activas en los estados federales de Baviera, Berlín, Brandeburgo, Renania-Palatinado y Sajonia.
En la conferencia federal del partido en septiembre de 2019, The III Way enmiendas a los estatutos relativas a la reestructuración de las asociaciones regionales en asociaciones estatales. El partido había participado anteriormente en las elecciones municipales en Sajonia 2019, pero para las elecciones estatales en Sajonia del 1 de septiembre de 2019, el comité electoral estatal se había negado a participar en razones. Con las enmiendas a los estatutos, el partido subrayó su intención de seguir realizando elecciones en el futuro y así cumplir o consolidar uno de los requisitos necesarios para mantener la condición de partido.
El III camino usa símbolos de la era nacionalsocialista, como la rueda dentada como símbolo del Frente Laboral Alemán, y un martillo y una espada que se cruzan. Desde 1929, estos dos símbolos habían sido símbolos de distrito de campo de las Juventudes Hitlerianas y estaban destinados a ilustrar la unión de soldados y trabajadores. 
En 2019 es publicado el manual de la organización, titulado Der Nationalrevolutionär. El manual para activistas de nuestro movimiento puede entenderse como el manual de política del partido para sus miembros y simpatizantes. Al mismo tiempo, el partido quiere tener un efecto de formación de ideología y guía de acción más allá de sus fronteras, por lo que su diseño visual y orientación práctica es adecuado para encontrar lectores fuera del espectro neonacionalsocialista tradicional.
En este manual, el partido también se refiere a sí mismo como “los enemigos implacables […] de [un] mundo multicultural, capitalista y liberal. La supervivencia de nuestro pueblo requiere su desaparición”. En general, numerosas declaraciones del partido no solo expresan fanatismo ideológico, sino también una hostilidad abierta hacia toda la modernidad occidental.

### Financiación
Según el informe para la protección de la constitución del estado de Renania del Norte-Westfalia, el partido se financia principalmente a través de donaciones y contribuciones de militantes y voluntarios.

## Programa político

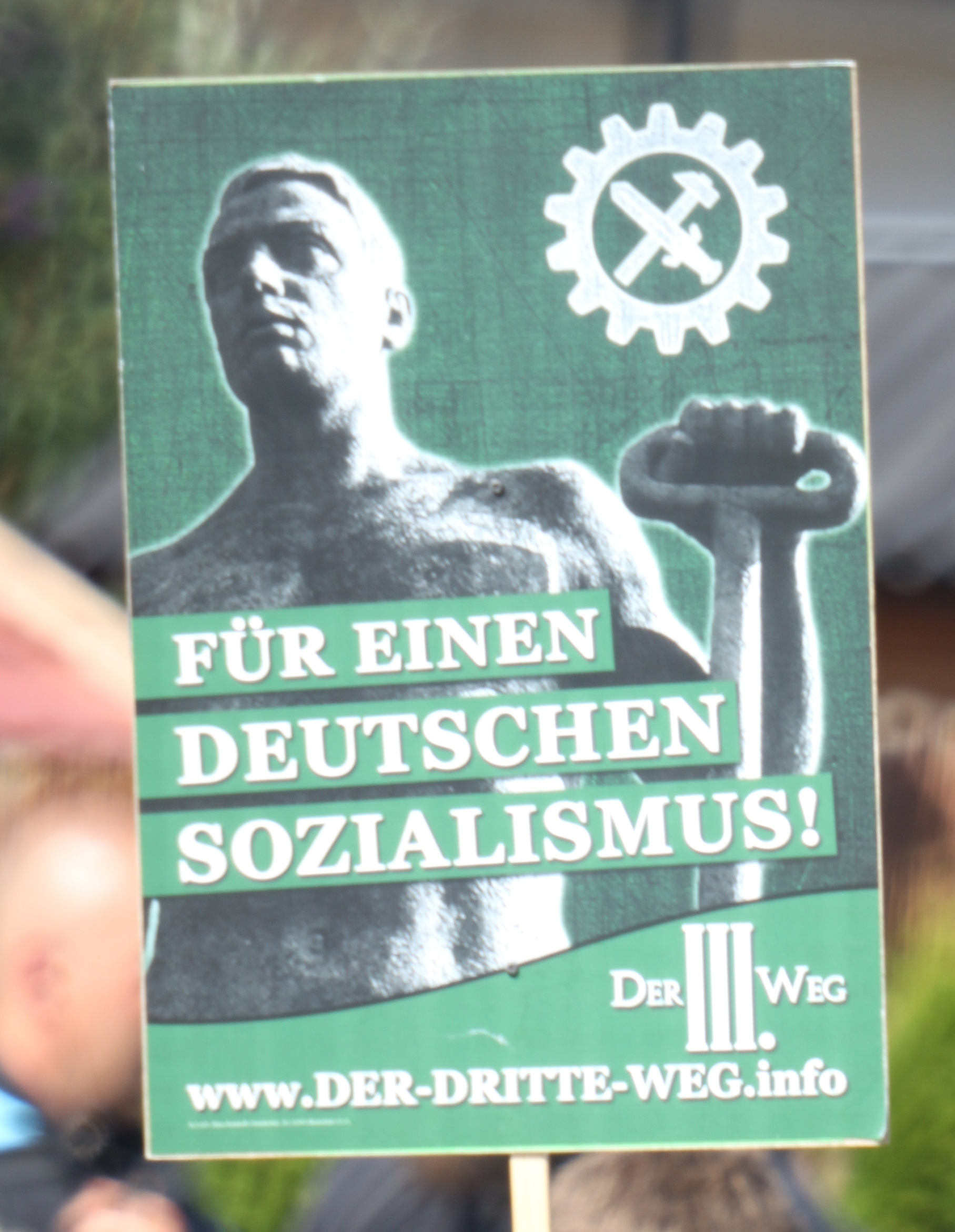
Cartel del partido neonazi "El III camino "

El partido reclama su propia representación del llamado "socialismo alemán" con una tercera posición lejos del comunismo y el capitalismo. Su programa se basa generalmente en una visión extrema de los movimientos populares y de una imagen del hombre en una orientación hacia el nacionalsocialismo. El partido es antiparlamentario, lucha por una democracia presidencial con "poderes de gran alcance" para el presidente. Las industrias y los bancos clave serán nacionalizados al servicio del "socialismo alemán". Además, el III camino sostiene "restaurar Alemania dentro de sus fronteras bajo el derecho internacional", es obviamente el imperio alemán antes de la Segunda Guerra Mundial.
El IIIer camino se proclama ideológicamente como nacional revolucionario y se relaciona con la llamada "ala izquierda" del NSDAP de los hermanos Strasser. Fuera de esta ideología, Armstroff dijo durante una marcha en Plauen en mayo de 2014: "Los empresarios capitalistas pusieron a los alemanes al margen del desempleo a largo plazo y ansían la sangre fresca de los extranjeros". El partido también representantes parlamentarios del partido en toda Europa son considerados "traidores", "representantes de la burguesía cobarde" y "receptores de dinero para el capital". También acusa al Parlamento de la Unión Europea de “cada golpe[…]” infligido a estos “sistemas anti-pueblo”, y postrarse “ante cada muerto y herido en esta lucha paneuropea”, además de estar en contra de la permanencia de Alemania en la OTAN
Durante las elecciones federales de 2013, el partido pidió que se lanzaran folletos frente a los centros de refugiados para agitar a la población contra los extranjeros. El partido se opone expresamente a los valores cristianos, que deben ser reemplazados por un esoterismo pagano-germano. En la política exterior el partido tiene conexiones con el partido neonazi griego Amanecer Dorado y organizaciones húngaras, ucranianas y rusas de extrema derecha, como UNR y el MRN.
El partido también es antisemita y antisionista.